# Chloraea curicana
Chloraea curicana är en orkidéart som beskrevs av Pierfelice Ravenna. Chloraea curicana ingår i släktet Chloraea och familjen orkidéer. Inga underarter finns listade i Catalogue of Life.